# Hospital Militar D. Pedro V
O Hospital Militar Regional nº 1 (D. Pedro V) ou HMR1 é um estabelecimento hospitalar do Exército Português sito na Avenida da Boavista, na cidade do Porto.

## Organização e valências
O HMR1 é dirigido por um coronel médico, dependente do Comando da Logística do Exército, através da Direção de Saúde.
Em termos de serviços clínicos, o HMR1 dispõe das seguintes valências: Urologia, Cirurgia Vascular, Psiquiatria, Neurologia, Gastrenterologia, UTA, Hematologia Clínica, Ortopedia, Patologia Clínica (Laboratório de Análises Clínicas), Imuno-hemoterapia (Serviço de Sangue), Clínica Geral, Medicina Interna, Cardiologia, Pneumologia, Cirurgia Geral, Cirurgia Plástica, Ginecologia, Otorrinolaringologia, Oftalmologia, Dermatologia, Ortopedia, Estomatologia, Fisiatria e Imagiologia (RX e TAC). Além destes, dispõe também de serviço de urgência e de serviços de apoio hospitalar.

## História
Apesar de já anteriormente existirem hospitais militares no Porto, um hospital construído de raiz foi autorizado por Carta de Lei de 18 de abril de 1854, por D. Fernando II, Regente em nome do seu filho menor, o Rei D. Pedro V. A construção do hospital acabou por ser iniciada apenas em 1862, sendo o mesmo baptizado em homenagem ao Rei D. Pedro V, falecido no ano anterior. O Hospital Militar D. Pedro V recebe os primeiros doentes apenas em 1869, quando ainda estava concluído em apenas 1/3.
Na sequência do golpe republicano de 1910, o hospital passa a designar-se "Hospital Militar do Porto". Na sequência da reorganização do Exército de 1926, o estabelecimento passou a ser o hospital da 1ª Região Militar, com a designação de "Hospital Militar Regional nº 1". Em 1990, em homenagem ao seu fundador, o hospital voltou a incluir o nome do Rei D. Pedro V na sua designação oficial, que passou a ser "Hospital Militar Regional nº 1 (D. Pedro V)".
No âmbito da criação do Hospital das Forças Armadas, ocorrida em 2009, está prevista a transformação do HMR1 no pólo do Porto daquele hospital, quando o mesmo for ativado. 